# Miguel La Fay Bardi
Miguel La Fay Bardi (ur. 11 listopada 1934 w Chelsea, zm. 20 października 2021 w Needham) – amerykański duchowny rzymskokatolicki posługujący w Peru, w latach 1999-2013 prałat terytorialny Sicuani.

## Życiorys
Święcenia kapłańskie przyjął 4 lipca 1960. 26 lipca 1999 został mianowany prałatem terytorialnym Sicuani. Sakrę biskupią otrzymał 15 października 1999. 10 lipca 2013 przeszedł na emeryturę.